# 子丰
子丰（？—？），姬姓，名平，字子丰，是郑穆公的儿子，子罕、子驷的同母兄弟，郑国卿大夫。
前575年，郑国的太子髡顽与子罕前往晋国，对他不加礼遇。太子髡顽又与子丰前去楚国，也对他不加礼遇。前570年，太子髡顽继位，即郑僖公，前去晋国朝见，子丰想要向晋国控告并废掉郑僖公，子罕劝阻了他。四年后，郑僖公又对子驷不加礼遇，被子驷派人在夜间杀死。
子丰的后裔以其字为氏，立丰氏，是七穆之一，也是丰姓的起源之一。